# تری‌سدیم فسفات

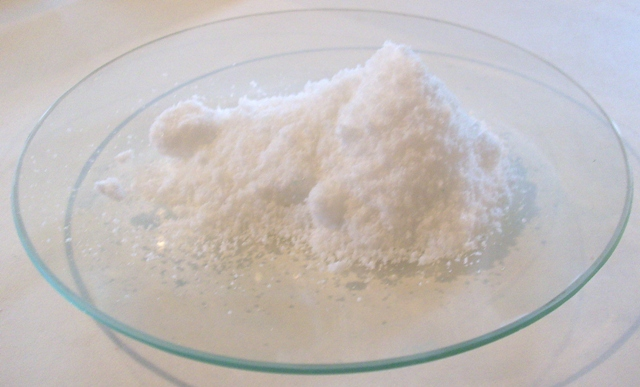
شکل ظاهری Na3PO4 تری سدیم فسفات

تری‌سدیم فسفات (به انگلیسی: Trisodium phosphate) با فرمول شیمیایی Na۳PO۴ یک ترکیب شیمیایی با شناسه پاب‌کم ۱۶۶۷۵۷ است؛ که جرم مولی آن ۱۶۳٫۹۴ g/mol می‌باشد.

## دربارهٔ تری سدیم فسفات
- تری سدیم فسفات با فرمول شیمیایی (Na3PO۴) یک ترکیب شیمیائی امولسیون کننده، قلیائی قوی با pH معادل ۱۲ است و در آب به راحتی قابل حل می‌باشد. در صنایع غذائی به وفور استفاده می‌شود به طوری که از این ترکیب برای بهبود بافت پنیر و حفظ لزجت شیر و جلوگیری از جدا شدن فاز آبی در شیر منجمد، استفاده می‌شود. نوعی ترکیب از سدیم و فسفر است. این ماده در تولید لاستیک، شوینده‌ها و چاپ عکس کاربرد دارد. در پودرهای لباس‌شویی (همچنین صنایع تصفیه برق آبی) باعث از بین رفتن سختی آب می‌شود، همچنین به عنوان مواد نگه دارنده نیز گزینه خوبی به حساب می‌آید.[۳][۴]

## مشخصات تری سدیم فسفات
- پودر سفیدی است که به نام‌های فسفات سدیم، پنتا سدیم تری فسفات، تری سدیم فسفات و STPP شناخته شده و درگرفتن سختی آب به‌خصوص در پودرهای لباس‌شویی و هم‌چنین در تهیه مواد غذایی به کار می‌رود.[۵]

### موارد مصرف
- عمده صنایع مصرف‌کننده این ماده شیمیایی شامل کارخانجات تولید مواد شوینده، صنایع تصفیه آب، صنایع غذایی، صنایع سرامیک‌سازی، معدنی، صنایع تولید کاغذ، صنایع پتروشیمی و نیروگاه‌ها می‌باشد.

### سایر ویژگی‌ها
1. سفید یا کریستال‌های بی‌رنگ
2. efflorescent در هوا
3. به راحتی در آب قابل حل است، ولی در محلول‌های آلی حل نمی‌شود
4. محلول آب آن قلیایی. (ارزش پ هاش محلول حدود ۱۲)
5. تراکم نسبی در ۱٫۶۲ است، نقطه ذوب ۷۳٫۴ است.

## کاربردهای STPP
این نمک به عنوان افزودنی غذایی به حفظ رطوبت کمک می کند و یک  امولسیفایر و نگهدارنده برای حفظ رنگ و بافت طبیعی در محصولات گوشتی و ماهی ها است. STPP به طور معمول در فرایند تولید گوشت ها و لبنیات ها استفاده می شود. 
در محصولات شوینده به بهبود توانایی شوینده ها برای نفوذ مواد به داخل پارچه کمک می کند. همچنین به عنوان عامل بافر و تنظیم کننده pHدر نرم کردن آب کاربرد دارد. 

### دیگر کاربردهای صنعتی آن شامل:
·       غذای حیوانات خانگی
·       تصفیه آب
·       برنزه کننده چرم
·       محصولات آرایشی
·       کاغذسازی
·       کاشی و سرامیک
·       استخراج معدن
·       عامل کنترل تارتار
·       کنترل خوردگی
·       کنترل سرب